# 阔羽毛蕨
阔羽毛蕨（学名：Cyclosorus macrophyllus）为金星蕨科毛蕨属下的一个种。